# División 2 de Bélgica
La División 2 de Bélgica, anteriormente denominada Segunda División Aficionada, es el cuarto nivel de la pirámide del sistema de ligas en el fútbol belga por debajo de la División Nacional 1 de Bélgica y por encima de la División 3 de Bélgica. La competición se organizó por primera vez después de la reforma del sistema de ligas belga en la temporada 2016-2017. La competición está organizada por la Real Federación Belga de Fútbol (ya sea la rama flamenca Voetbal Vlaanderen VFV o la rama francófona ACFF). Consta de tres grupos, en dos de ellos compiten clubes de habla neerlandesa (grupos VFV A y B), y un grupo con clubes de habla francesa y alemana (grupo ACFF).

## Formato de competición
La temporada regular consta de 34 jornadas, donde juegan todos contra todos a ida y vuelta. El campeón de cada grupo asciende directamente a la División Nacional 1. Además de estos ascendidos, un ascenso adicional se puede dar: doce equipos entran en un play-off (cuatro de cada grupo). Los ocho equipos de la rama VFV juegan entre ellos para conseguir dos puestos en el play-off final, los cuatro de la rama ACFF compiten por un puesto. Los dos campeones VFV y el campeón ACFF  se unen al decimotercero de la División Nacional 1 en el play-off final, con el ganador de estos cuatro ascendiendo (si gana el club de la División Nacional 1, mantiene la categoría y ningún club adicional asciende desde la División 2 además de los tres campeones de temporada regular).
El número de descensos a la División 3 de Bélgica depende del número de equipos de la federación a la que se pertenezca (VFV o ACFF), que desciende de la División Nacional 1 y es diferente para ambas federaciones. Del grupo ACFF los tres últimos descienden a División 3, mientras que de los grupos VFV sólo descienden los dos últimos. Además, basado en el idioma de los equipos que desciendan de la División Nacional 1 cada temporada, se pueden dar hasta tres descensos extra en cada rama VFV y ACFF. En el grupo ACFF significa que cualquier descenso adicional irá empezando desde el 13º, después el 12º y sucesivamente. En los grupos VFV, se disputa un play-off entre los equipos que acaban en el puesto 14º de cada grupo, con el perdedor en posición de posible descenso en el caso de que se necesite, seguido por el ganador. Si se requieren un descenso adicional, los equipos 13º de cada grupo jugarán un play-off.

## Clubes participantes 2025-26
| Matrícula | Nombre                  | Ciudad                | Temp. anterior |
| --------- | ----------------------- | --------------------- | -------------- |
| 11        | KRC Gent                | Gent                  | 10º            |
| 25        | KV Mechelen II          | Mechelen              | 5º             |
| 81        | KSV Oudenaarde          | Oudenaarde            | 5º             |
| 95        | RFC Wetteren            | Wetteren              | 5º             |
| 100       | KVK Westhoek            | Poperinge e Ypres     | 8º             |
| 211       | KFC Vigor Wuitens Hamme | Hamme                 | 2º             |
| 822       | KM Torhout              | Torhout               | 13º            |
| 935       | RFC Mandel United       | Izegem & Ingelmunster | 1º             |
| 1574      | Racing Harelbeke        | Harelbeke             | 4º             |
| 1972      | KV Diskmuide Oostende   | Diksmuide & Oostende  | 3º             |
| 3821      | Sparta Petegem          | Petegem-aan-de-Leie   | 9º             |
| 4139      | KFC Hoger Op Kalken     | Kalken                | 4º             |
| 5381      | Jong Esseve             | Waregem               | 7º             |
| 5956      | KSV Oostkamp            | Oostkamp              | 2º             |
| 8601      | FC Lebbeke              | Lebbeke               | 11º            |
| 9512      | FC Gullegem             | Gullegem              | 14º            |

| Matrícula | Nombre             | Ciudad       | Temp. anterior |
| --------- | ------------------ | ------------ | -------------- |
| 1         | Antwerp II         | Antwerp      | 15º            |
| 24        | Racing Mechelen    | Malinas      | 5º             |
| 28        | K Berchem Sport    | Berchem      | 10º            |
| 43        | Royal Capellen     | Kapellen     | 14º            |
| 54        | KSK Tongeren       | Tongeren     | 11º            |
| 373       | Sint-Truiden II    | Sint-Truiden | 9º             |
| 595       | Bocholter VV       | Bocholt      | 13º            |
| 1065      | KFC Nijlen         | Nijlen       | 2º             |
| 2138      | Rupel Boom         | Boom         | 4º             |
| 2825      | KVK Wellen         | Wellen       | 12º            |
| 2948      | KSK Heist          | Heist        | 16º            |
| 3057      | Berg en Dal VV     | Meerhout     | 8º             |
| 3630      | Londerzeel SK      | Londerzeel   | 1º             |
| 6909      | Sportief Rotselaar | Rotselaar    | 5º             |
| 7919      | Eendracht Termien  | Genk         | 4º             |
| 8721      | RC Hades           | Kiewit       | 7º             |

| Matrícula | Nombre                | Ciudad              | Temp. anterior |
| --------- | --------------------- | ------------------- | -------------- |
| 26        | RFC Tournai           | Tournai             | 11º            |
| 33        | Stade Verviers        | Verviers            | 6º             |
| 75        | RCS Brainois          | Eigenbrakel         | 1º             |
| 76        | Union Hutoise         | Huy                 | 14º            |
| 172       | RSC Tilffois          | Tiff                | 5º             |
| 431       | RFC Raeren            | Eynatten            | 7º             |
| 474       | RSD Jette             | Jette, Bruselas     | 10º            |
| 526       | RFC La Calamine       | La Calamine         | 8º             |
| 1979      | Aywaille FC           | Aywaille            | 12º            |
| 2774      | RE Acren Lessines     | Deux-Acren          | 5º             |
| 3835      | RUS Binche            | Binche              | 9º             |
| 6576      | Sporting Bruxelles    | Neder-over-Heembeek | 3º             |
| 6626      | RCS Onhaye            | Onhaye              | 3º             |
| 7569      | FC Ganshoren          | Ganshoren, Bruselas | 13º            |
| 8470      | Entité Manageoise     | Manage              | 11º            |
| 9245      | CS Pays Vert Ostiches | Aat y Ostiches      | 15º            |
| 9386      | FC Flenu              | Flenu               | 2º             |
| 9487      | FC United Richelle    | Richelle            | 1º             |

## Cuadro de honor (2016 en adelante)
| Temporada | Campeón VFV A                                    | Campeón VFV B                                    | Campeón ACFF                                     | Ganador Play-off ascenso |
| --------- | ------------------------------------------------ | ------------------------------------------------ | ------------------------------------------------ | --- |
| 2016–17   | Royal Knokke                                     | Berchem Sport                                    | Châtelet                                         | Eendracht Aalst |
| 2017–18   | Rupel Boom                                       | Thes Sport                                       | RWDM47                                           | RFC Liège |
| 2018–19   | Sint-Eloois-Winkel                               | Patro Eisden Maasmechelen                        | La Louvière Centre                               | USRL Visé |
| 2019–20   | Royal Knokke                                     | KVK Tienen                                       | Francs Borains                                   | no disputada por la pandemia del Covid-19 |
| 2020–21   | temporada cancelada por la pandemia del Covid-19 | temporada cancelada por la pandemia del Covid-19 | temporada cancelada por la pandemia del Covid-19 | temporada cancelada por la pandemia del Covid-19 |
| 2021-22   | Sparta Petegem                                   | Hoogstraten                                      | RAAL La Louviere                                 | Hoogstraten y RAAL La Louviere |
| 2022-23   | Lokeren-Temse                                    | Royal Cappellen                                  | Warnant                                          | Union Namur (ascenso debido a que Warnant no consiguió licencia)                                                                                           |
| 2023-24   | Eendracht Aalst                                  | Belisia Bilzen                                   | Raec Mons                                        | Eendracht Aalst se proclamó campeón de la Segunda División VV A, pero no recibió la licencia para el fútbol nacional. En cambio, KVK Ninove fue ascendido. |
| 2024-25   | SK Roeselare                                     | KVC Houtvenne                                    | Crossing Schaerbeek                              | Diegem Sport, KVV Zelzate, Habay-la-Neuve y RFC Meux |